# Шамадовская организованная преступная группировка
Шамадовская организованная преступная группировка — тольяттинская ОПГ, действовавшая в России в 1990-е годы и являвшаяся одной из мощнейших чеченских преступных группировок в России благодаря большой чеченской диаспоре в Тольятти. Получила название в честь лидера группировки чеченца Шамада Бисултанова. Банда базировалась на АвтоВАЗе и осуществляла контроль отгрузки готовых автомобилей, а также занималась организацией и исполнением заказных убийств, похищениями людей и вымогательством денег. Распад группировки начался в 1997 году после гибели Шамада в автокатастрофе: со временем почти все лидеры группировки были убиты или арестованы, а последний из лидеров группировки Амирбек Султанов, старший брат Шамада, погиб в 2013 году. Младший брат Шамада Абдул представал перед судом в 2014 году по обвинению в вымогательстве и избиению человека, но получил небольшой срок, а после апелляции приговора уголовное преследование в его отношении по факту избиения было прекращено.

## Лидер банды
Шамад Султанович Бисултанов родился в 1965 году в селении Шапи недалеко от Грозного. Представитель чеченского тайпа ялхой. В 1982 году он переехал в Тольятти и поступил в Тольяттинский политехнический институт (по словам однокурсника, поступил он при большой поддержке родственников). Занимался гиревым спортом, стал чемпионом института. После окончания института устроился работать в Тольяттинское УВД (Автозаводский районный отдел) оперуполномоченным уголовного розыска, раскрыв несколько уголовных дел по факту мелких краж. По словам сверстников и односельчан, Шамад всегда старался руководить сверстниками на улице, а в селе старался разрешать все спорные ситуации.
В конце 1980-х годов Бисултанов попросил о переводе в Чечню, хотя начальство всячески старалось не допустить этого. После переезда в Чечню он продолжил оперативную работу, однако последующие геополитические события в виде распада СССР, провозглашения непризнанной ЧРИ и прихода к власти Джохара Дудаева Бисултанов вернулся в Тольятти. В 1993 году в звании лейтенанта милиции он ушёл из правоохранительной системы: подлинная причина осталась неизвестной. По одной из версий, поводом для ухода стала ссора Бисултанова с майором милиции по поводу того, что сотрудники брали взятки в обмен на прекращение уголовного дела: предполагается, что Бисултанов разочаровался в деятельности правоохранительных органов.

## Становление группировки
В Тольятти Бисултанов открыл коммерческое предприятие «Илан», которое вело свои дела вокруг АвтоВАЗа. Начиная с 1992 года, после акционирования предприятия криминальный мир стал активно вмешиваться в его дела: завод стал пользоваться услугами дилерских фирм, многие из которых были созданы городскими криминальными структурами или были под их контролем. Расцветом бандитской деятельности стал момент, когда бандиты начали контролировать отгрузку автомобилей прямо на территории завода, следя за тем, чтобы каждая группировка получала нужное количество машин и конкретные модели. Названия фирм-дилеров писали на лобовых стёклах: по названию фирмы и цвету чернил было понятно, какая группировка контролирует фирмы. Бандиты получали по несколько сотен автомобилей ежедневно. Численность банды на пике достигала 200 человек, значительную часть которых составляли уроженцы Шали.
К тому моменту Бисултанов был осведомлён о деятельности преступных группировок на заводе и решил создать собственную бригаду для получения лёгких денег. Её костяк составили чеченцы — уроженцы Шали, среди которых были братья Шамада: старший Амирбек и младший Абдул. Также среди членов группировки были лица славянской национальности. Для обеспечения поддержки Шамад начал вести переговоры с лидером Волговской ОПГ Дмитрием Рузляевым по кличке «Дима Большой»: тот убедил Шамадовских оказать его группировке помощь в войне против Шамилёвской ОПГ (этническая татарская группировка) во главе с Шамилем Даниулиным. Врагами братьев Бисултановых в борьбе за теневой контроль над автомобильной промышленностью были Владимир «Напарник» Вдовин (лидер Напарниковской ОПГ), грузинские бандиты Важи «Важа» Рамишвили, Гиви Джейджейшвили и Гиви «Дудука» Парцхаладзе.

## Расцвет группировки
В начале своего пути Бисултанов наладил поставки оружия из Чечни в Тольятти: продажа оружия и предоставление услуг чеченцев для ведения войны между ОПГ обеспечили первые заработки Бисултановым. Выполнив поручение, чеченцы возвращались на свою историческую родину, избегая арестов со стороны милиции благодаря связям Бисултанова: он также оказывал существенную материальную помощь милиции, поставляя и оружие. Вскоре Рузляев предоставил Шамадовской ОПГ контроль над отгрузкой автомобилей с АвтоВАЗа. К 1996 году Бисултанов стал контролировать на заводе одну «клетку» в смене «А» — его банда получала процент с продажи каждой 8-й машины, которая поступала с конвейера завода. По самым скромным подсчётам, ежемесячно Шамадовские зарабатывали от 700 миллионов до 1 миллиарда неденоминированных рублей. Наряду с Димой Большим и Владимиром «Напарником» Вдовиным Бисултанов стал основным отгрузчиком автомобилей бандитам.
Когда Шамад попытался захватить ещё одну «клетку» на заводе, то вызвал на себя гнев лидеров других группировок — ему поступили сразу шесть угроз от криминальных авторитетов. Из-за этого Шамад решил не действовать сразу, а подготовить другой план: он убедил близкий к руководству Автозаводского РОВД фонд «Континенталь» отказаться от своей «клетки» в пользу «шамадовских». Против этих действий выступил криминальный авторитет Игорь «Игривый» Ильченко, однако вскоре его людей стала задерживать милиция, а 14 марта 1997 года его джип был расстрелян из гранатомёта: Игривый чудом остался в живых. Попытка повторить этот план в отношение Шамилёвской ОПГ потерпела неудачу, несмотря на помощь от Димы Большого, а глава банды Шамиль Даниулов потребовал от Шамада не вмешиваться в его дела. Бисултанов сменил тактику и бросил силы на то, чтобы некоторые автодетали, отгружавшиеся с Головного центра запчастей (ГЦЗЧ), отгружались с ЦЗЧ-2, подконтрольного чеченцам. Вскоре под полным контролем Шамада были две вазовские «клетки» и ЦЗЧ-2, а на пик расцвета в 1997 году в сфере чеченцев были фирмы «Илан», «Ферум-С», «Полад», «Слафт», «Западное кольцо», «Восточное кольцо», салон «Комильфо», кафе «Встреча» и другие организации. Остальные две клетки контролировали близкие к чеченцам фонд «Континенталь» и группировка Димы Большого. О деятельности банды Шамада Бисултанова стало известно благодаря газете «Тольяттинское обозрение», которая при главном редакторе Валерии Иванове (убит в апреле 2002 года) опубликовала ряд журналистских расследований.
Во время Первой чеченской войны Бисултанов контролировал также некоторые коммерческие структуры в Тольятти, обладая большим состоянием. К нему обратились главари нескольких чеченских сепаратистских отрядов, запросившие финансовую поддержку. Бисултанов согласился отчасти по той причине, что его семья входила в тот же тейп, что и Аслан Масхадов. После подписания Хасавюртовских соглашений Бисултанов решил пойти на выборы в парламент ЧРИ. Бригадный генерал ЧРИ Шамиль Басаев попытался снять Бисултанова с выборов и обвинил его в том, что он во время войны зарабатывал средства и даже помогал российским спецслужбам. За Бисултанова заступился Масхадов, заявивший, что Шамад якобы снабжал бригады ЧРИ провизией и финансами. По некоторым данным, в послевоенные годы Бисултанов переводил до 1 млрд. неденоминированных рублей ежемесячно на восстановление экономики ЧРИ. В 1997 году Бисултанов, который стал чаще наведываться в Чечню, стал депутатом, приобретя депутатскую неприкосновенность: это усилило его влияние на АвтоВАЗе. В 1996 году с Шамадом Бисултановым встретился Борис Березовский: встречу порекомендовал ему помощник президента ЧРИ Кутаев, которому Березовский пообещал, что окажет всю посильную помощь чеченской диаспоре в Самарской области и создаст благоприятнейшие условия. На переговорах Березовский намекал Бисултанову на то, что Шамад может стать помощником олигарха в дальнейшем. В то же время Шамад решил расширить влияние в Тольятти: в его сферу интересов попало металлургическое производство.

## Крах банды

### Гибель Шамада
В конце октября 1997 года Шамад Бисултанов отправился на автомобиле BMW 723 в Чечню: машина была куплена его старшим братом Амирбеком некоторое время тому назад. Недалеко от города Камышина, в 100 км от Волгограда у автомобиля, ехавшего на скорости более 150 км/ч, оторвалось переднее колесо, после чего машина несколько раз опрокинулась. Все находившиеся в машине погибли: шансов на спасение у Бисултанова тогда не было. Позже в Тольятти общественность утверждала о покушении, поскольку преступники якобы изнутри надрезали колесо, которое и лопнуло на большой скорости, однако доказать это не удалось. Бисултанов был похоронен в Чечне с почестями. Гибель Бисултанова стала одним из событий, которые привели к краху системы бандитской отгрузки автомобилей на заводах АвтоВАЗа в Тольятти. Многие из бандитов были арестованы, а позиции чеченцев в Тольятти потеснили славянские ОПГ. Дмитрий Рузляев погиб от рук наёмных убийц.
После гибели главаря ОПГ лидерами Шамадовской банды стали братья Шамада, Сулиман и Султан, однако в дальнейшем положение группировки ухудшалось: Аслан Масхадов вскоре потерял в Чечне свои позиции, поскольку главой республики стал Ахмад Кадыров. У братьев уже успели выстроиться отношения с братьями Ямадаевыми, которые конфликтовали с Ахматом и Рамзаном Кадыровым, однако сами братья долгое время оставались в безопасности, что пресса связывала с наличием неких связей в правоохранительных органах. Впоследствии обескровленная бригада Рузляева повздорила с остатками Шамадовских из-за того, что чеченцы якобы задолжали крупную сумму ранней весной 1998 года, а после гибели Димы Большого Бисултановы отказались возвращать деньги. Конфликт удалось замять после того, как Шамадовские всё же передали нужную сумму.

### Убийство Амирбека
Старший из братьев Амирбек некоторое время также фактически руководил группировкой, занимаясь рэкетом и заказными убийствами (посредник между заказчиками и исполнителями). Прежде он арестовывался 16 июня 2000 года, когда около 20 представителей чеченской диаспоры были задержаны в Тольятти по обвинению в организации убийства майора милиции Дмитрия Огородникова. Со временем он отрёкся от преступной деятельности, легализовался и открыл свой бизнес, однако иногда вынужден был обращаться к членам Шамадовской банды за охраной, но только в тех случаях, когда ему пришлось отбиваться от рэкетиров. Амирбек проживал в Москве с 2006 года, редко ездя в Тольятти. В то же время банду в некоторых СМИ стали называть не «Шамадовскими», а «Амирбековскими» по имени старшего из братьев Бисултановых.
Некоторое время Амирбек проживал в Азербайджане, после чего вернулся в 2013 году в Москву, где проживал под именем Алихана Магомедовича Дзейтова (1961 г.р. — полного тёзки министра труда и социального развития Ингушетии): в Москве проживала его 32-летняя дочь. 1 марта 2013 года Амирбек Бисултанов на поезде вернулся из Сызрани в Москву, встретившись на вокзале с другом Вахидом Мовсаровым: тот предоставил ему автомобиль Porsche Cayenne, на котором Бисултанов мог кататься по городу. Вечером того же дня за рулём этого автомобиля Бисултанов отправился в торговый центр «Фестиваль» на Мичуринском проспекте, чтобы купить к 8 марта подарок своей дочери в косметическом отделе, но не нашёл ничего. При этом он не подозревал о ведущейся за ним слежке. Выйдя из торгового центра, Бисултанов сел в автомобиль, когда к нему подошёл киллер, выстреливший из ПМ шесть раз через дверь. Амирбек выпал из салона и умер на месте, а убийца скрылся на синем ВАЗ-2107.
Вскоре в прессе появились сообщения о возможной причастности Амирбека к убийству журналистов Пола Хлебникова и Алексея Сидорова в 2003 году. Пресса полагала, что Бисултанов знал лидера «лазанской» группировки Хож-Ахмеда Нухаева, который решил расправиться с Хлебниковым за то, что в книге «Разговор с варваром» тот выставил Нухаева в виде бандита: Бисултанову якобы доверили вести слежку за Хлебниковым. Бисултанову также инкриминировалось убийство главного редактора газеты «Тольяттинское обозрение» Алексея Сидорова осенью 2003 года: следствие полагало, что убийство Сидорова могло быть связано с подготовкой публикаций о хищениях на АвтоВАЗе, с которыми были связаны Нухаев, Бисултанов и Березовский. Показания о причастности Амирбека Бисултанова дал сотрудник ГУВД Дмитрий Павлюченко, осуждённый за убийство журналистки Анны Политковской в 2006 году. Также убийство пытались связать с отголосками «криминального передела АвтоВАЗа» в 1990-е годы.
Несмотря на многочисленные высылавшиеся повестки в суд, сам Амирбек ни разу не явился на слушания по делам об убийствах Хлебникова и Сидорова. В письменных показаниях он опровергал версию следствия и утверждал, что Нухаев не возмущался книгой Хлебникова, а напротив, дарил всем своим знакомым экземпляры этой книги. После гибели Амирбека негласными лидерами Шамадовской ОПГ стали считать Абдула Султановича Бисултанова и Османа Шамила оглы Халилова.

### Последующая судьба Абдула
Младший из братьев Бисултановых Абдул (1971 г. р.) был формально прописан в селе Мусорка Ставропольского района Самарской области. По некоторым данным, после своего отъезда в Москву Амирбек передал Абдулу дела в Тольятти. В 2008 году Абдула арестовали в Тольятти по обвинению в убийстве, совершённом на территории Чечни, однако он сумел покинуть здание подразделения милиции под предлогом госпитализации, а затем скрылся в неизвестном направлении.
13 мая 2014 года он предстал перед судом по обвинению в умышленном причинении вреда здоровью средней тяжести, организованной группой лиц по предварительному сговору, а также в вымогательстве средств: на скамье подсудимых оказался не только сам Абдул, но и его племянник Исрапил. Бисултанова обвиняли в том, что 27 марта 2013 года он избил Ниязи Мамедова в подъезде его собственного дома, поскольку Ниязи отказался платить «дань» бандитам и заступился за азербайджанских земляков, которые страдали от рэкета. Также в материалах следствия также упоминалось о том, что Абдул Бисултанов, Илья Тягун, Умар Осмаев и Вероника Лашкова за двое суток до нападения на Мамедова устроили ещё одну потасовку с предпринимателем Николаем Андрияновым, директором ООО «Архангел», который получил кредит на 2,5 млн. рублей. Лашкова хотела якобы путём угроз заполучить сумму в 700 тысяч рублей, в связи с чем 25 марта 2013 года в 18:00 в офисе агентства недвижимости «Фиеста» Бисултанов в присутствии сообщников избил Андриянова, взяв с него после угроз обещание собрать денежные средства. На скамью подсудимых по факту избиения Адриянова попали Осмаев, Тягун, Лашкова, а также некто Владимир Куницын и Игорь Шереметьев.
Ещё одним обвинением стало обвинение в том, что 24 апреля 2013 года около 18:30 Абдул Бисултанов вместе с четырьмя другими лицами (племянник Исрапил, а также Умар Осмаев, Шабан Гехаев и ещё один человек) избили Михаила Киракосяна в спортзале школы № 11 имени И. Власова (здание школы № 84 в Автозаводском районе), а потом и снаружи здания. Бисултанов был задержан 6 июня, заключён под стражу 8 июня, а в декабре был отпущен следователем Главного следственного управления ГУ МВД по Самарской области под подписку о невыезде. 29 августа 2014 года Центральный районный суд Тольятти приговорил участников избиения Киракосяна приговорили к срокам от 2 до 3 лет, а участников вымогательства денег у Андриянова — к срокам от 2,5 до 4 лет. 20 октября приговор был опротестован в Самарском областном суде: уголовное преследование Бисултановых и Гехаева было прекращено (статьи переквалифицировали в более мягкие), а Киракосян получил компенсацию в размере 3 млн. рублей, примирившись с обвиняемыми.

## Комментарии
1. ↑  По другим данным — 3 марта[6][1]